# Journal d'une paysanne
Pour plus de détails, voir Fiche technique et Distribution.
Journal d'une paysanne (Herbstmilch) est un film allemand réalisé par Joseph Vilsmaier, sorti en 1989

## Synopsis
Hiver 88: Anna Wimschneider, née Traunspurger, l'auteur de l'autobiographie qui a servi de base au scénario du film, pousse une bicyclette sur une route de la campagne bavaroise enneigée.
1er mai 1936: Anna arrive au village où le parti nazi a organisé une grande fête pour célébrer l'anniversaire de l'arrivée au pouvoir du Parti national-socialiste des travailleurs allemands. Au milieu de la foule en liesse qui agite des drapeaux devant la troupe qui défile, qui chante Horst Wessel Lied, qui écoute les discours des officiels, qui reçoit une pluie de tracts lancés par un aéroplane, elle rencontre Albert qui, pour pouvoir faire plus ample connaissance, l'emmène à la taverne où ils échangent des propos sans prêter attention aux Sieg heil, au discours du Führer à la radio et à l'agitation qu'il y a autour d'eux.
Elle rentre à la ferme où l'attendent son père, ses six frères et sa sœur qui, depuis la mort de leur mère, partage avec elle les travaux domestiques. Toutes jeunes, elles ont été habituées à faire le travail de la maison, à laver le linge par tous les temps et maintenant elles sont capables de s'occuper des vaches, d'aider au vêlage, de coudre à la machine, etc. Dans ce milieu où tous ces garçons et surtout leur père les traitent rudement, où elles ne sont que des domestiques, le soir, quand elles se retrouvent toutes les deux dans la même chambre, elles se livrent tous leurs secrets avant de s'endormir.
Anna retrouve Albert au mariage de la marraine où le Kreisleiter vient féliciter les jeunes époux et leur remettre un exemplaire relié et dédicacé de Mein Kampf, attention suivie d'un survol de la noce par un aéroplane orné de la Croix gammée qui leur fait un signe de reconnaissance. Albert ne laisse pas un instant Anna seule et la raccompagne chez elle, sous la pluie, et ne peut la quitter sans l'avoir embrassée.
Il va peu-après parler au père d'Anna de ses projets de reprise d'une ferme car il sort d'un collège agricole ; il est très vite accepté par la famille car il sait intéresser ses frères et sa sœur en apportant un peu de fantaisie dans leur existence. Lors de la fenaison il demande à Monsieur Traunspurger la main de sa fille lequel répond en disant que le mariage ne sera possible que lorsque Anna sera majeure et qu'Hitler aura récupéré les Sudètes. Il en apprend l'annexion fortuitement par le chauffeur de Fritz Wiedemann dont il croise la voiture tombée en panne sur le chemin, non loin de la ferme.
Leur mariage, très simple, a lieu et lorsqu'Anna vient habiter chez ses beaux-parents, elle doit endurer la haine féroce de sa belle-mère qui voit en elle une rivale ; de plus elle doit s'occuper des deux oncles et de la tante qui très âgés ne sont plus autonomes. Au retour d'un voyage de noces de deux jours, Albert est appelé sous les drapeaux ce qui réjouit sa belle-mère car sa belle-fille devra travailler aux champs à la place de son mari. Le travail épuisant, la tristesse qu'engendre le départ de son mari lui rappellent l'agonie de sa mère, épuisée par la vie, à laquelle elle avait assisté quand elle était très jeune.
L'oncle Otto l'initie au labourage mais ce n'est pas facile, comme beaucoup d'autres choses, et le soir au creux de son lit elle se confie en écrivant à Albert qui obtient une permission. Ils en profitent pour aller se faire photographier en habits de noce chez la photographe qui va se faire payer avec des denrées alimentaires car en ville on souffre de pénurie. Le jour du battage le kreisleiter est présent mais l'ambiance a changé. Il y a une inquiétude et l'unanimité de 1939 a laissé place au doute, à la contestation contenue par la crainte. On réclame des prisonniers pour remplacer la main d'œuvre masculine qui est mobilisée ou tuée au combat et Anna voudrait bien elle aussi un russe pour l'aider car elle est maintenant enceinte.
Alors qu'elle vient d'avoir un accident en labourant arrive une jeune fille, Sonia, qu'on lui a envoyé pour l'aider. Furieuse d'obtenir quelqu'un d'aussi inadapté aux travaux des champs elle vide son sac et la renvoie aussitôt. Pas découragée, elle se rend au bureau du kreisleiter où elle fait un tel scandale que le fonctionnaire craque et lui trouve un prisonnier polonais.
La belle-mère découvre qu'Anna vendait de la nourriture et bien que sa belle-fille lui dise que c'était pour acheter le nécessaire pour Carole, sa fille, la mère d'Albert lui hurle sa haine devant sa petite fille et devant Albert qu'elle n'a pas vu rentrer. Celui-ci la chasse immédiatement de la maison. La famille enfin réunie savoure son bonheur dans la nature ensoleillée. Soudain un avion ennemi surgit et mitraille le champ et dans la fuite Carole est séparée de ses parents et disparaît dans la poussière soulevée par les balles. L'avion disparaît; Carole est sauve car "Goudek", le prisonnier polonais s'est jeté sur elle pour qu'elle ne soit pas prise pour cible. Fous de joie d'en être quittes pour la peur, Anna, Carole, Albert et Goudek s'étreignent au point de ne faire qu'un dans la campagne à nouveau paisible...

## Fiche technique
- Titre : Journal d'une paysanne
- Titre original : Herbstmilch
- Titre anglais : Autumn Milk
- Réalisation : Joseph Vilsmaier
- Assistant réalisateur : Helga Asenbaum
- Scénario : Willi Segler, Peter F. Steinbach, Anna Wimschneider d'après son autobiographie parue sous le titre Herbstmilch
- Photographie : Joseph Vilsmaier
- Son : Milan Bor, Michael Griehl, Harald Henkel, Iris Lohse, Rainer Ottenweller, Thomas Rennert, Bernd Schmidl, Andreas Schneider, Jochen Schwarzat, hans R. Weiss
- Montage : Ingrid Broszat
- Département artistique : Christian Flohr, Josef Jacob, Sabine Lochmüller, Gerald Meckel, Karl Willim
- Décors : Wolfgang Hundhammer
- Costumes : Ute Hofinger, Marianne Schulz, Pia Kiegerl
- Musique : Norbert Jürgen Schneider
- Producteur : Joseph Vilsmaier
- Directeurs de production : Heinz Gruber, Gabrielle Steinbach, Wolfgang Zschäckel
- Société de production : Bayerische Film- und Fernsehförderung, (Promotion du film et de la télévision bavaroises). Perathon Film en collaboration avec la ZDF.
- Pays d'origine :  Allemagne de l'Ouest
- Format : Couleur - Dolby -
- Genre : Heimat.
- Durée : 111 minutes.
- Dates de sortie:
  -  Allemagne de l'Ouest : 19 janvier 1989
  -  France : 24 août 2000. Première diffusion à la télévision sur Arte.

## Distribution
- Hannes Andersen.
- Marie Bardischewski : Madame Traunspurger, mère d'Anna.
- Eric Bichlmeier : un enfant.
- Andreas Bucher : un enfant.
- Anton Feicht.
- Berta Fuchsgruber.
- Engelbert Fuchsgruber.
- Stephan Glaser.
- Miriam Gramelsberger : un enfant.
- Ferdinand Gratz : un enfant.
- Tobias Gratz : un enfant.
- Josef Greiler : un enfant.
- Florian Griebel : un enfant.
- Renate Grosser : Madame Wimschneider, la belle-mère d'Anna et mère d'Albert.
- Georg Hackl.
- Lorenz Hartwig : un enfant.
- Karel Hermanek : Monsieur Traunspurger, père d'Anna.
- Marco Klinger : un enfant.
- Klara Lidova :Anna Wimschneider à 8 ans.
- Waltraud Ludwig.
- Sacha Luebecke : un enfant.
- Eva Mattes : la photographe.
- Ilona Mayer : Resl Tessa.
- Julius Mitterer : l'oncle Otto Wimschneider.
- Philipp Moog : un soldat au battage.
- Renate Muhri.
- Alexander Noneder : un enfant.
- Tonja Noss.
- Edeltraud Pichel.
- Sebastian Pollozek : un enfant.
- Claude-Oliver Rudolph : le kreisleiter.
- Birge Schade.
- Rosa Schaetzel.
- Alfons Scharf.
- Werner Schnitzer : le chauffeur de Fritz Wiedmann.
- Hans Schuler: un soldat au battage.
- Ferdinand Schuster.
- Herta Schwarz : la tante.
- Joachim Schweizer.
- Dominik Sikora : un enfant.
- Leo Speer.
- Werner Stocker : Albert Wimschneider.
- Dana Vávrová : Anna Wimschneider née Traunspurger.
- Janina Vilsmaier : un enfant.
- Albert Wimschneider : l'oncle Albert Wimschneider.
- Anna Wimschneider : dans son propre rôle au début et à la fin du film.
- Elisabeth Zissler.

## Récompenses et distinctions
(Avec des réserves)
- 1989 : Prix de la guilde du cinéma à Joseph Vilsmaier.
- 1989 : 10e prix du cinéma bavarois, à Munich, au meilleur espoir féminin, Dana Vávrová.
- 1989 : 10e prix du cinéma bavarois, à Munich, au meilleur espoir masculin, Werner Stocker.
- 1989 : 39e prix fédéral du film de Berlin au meilleur espoir masculin, Werner Stocker.
- 1989 : 39e prix fédéral du film de Berlin: la pellicule d'or au meilleur espoir féminin, Dana Vávrová.
- 1989 : 39e prix fédéral du film de Berlin: la pellicule d'argent au meilleur film dans sa catégorie.
- Prix de la télévision bavaroise pour Dana Vávrová et Werner Stocker.

## Box-office
- L'année de sa sortie en Allemagne, le film a été vu par plus de deux millions de spectateurs.

## Autour du film
- La scie sur l'air de laquelle dansent Anna et Albert est la valse du coucou.
- Les extérieurs ont été tournés à Monheim dans le comté de Donau-Ries, dans le comté de Rottal-Inn, à Munich puis à Serfaus dans le Tyrol autrichien avec le concours de nombreux habitants.
- Dans un souci d'authenticité Dana Vávrová, avant d'interpréter son rôle, s'est entraînée pendant plusieurs mois à parler en bavarois.
- Il y a certaines différences entre le film et l'autobiographie.
- Le succès du film fut aussi dû à l'interprétation et à l'harmonie du couple Dana Vávrová (22 ans), Werner Stocker (34 ans) ce qui poussa Joseph Vilsmaier à les faire tourner à nouveau ensemble en 1991 dans Rama Dama. Radu Gabrea fit de même en 1993 avec Rosenemil mais la mort prématurée d'un cancer de Werner Stocker au début du mois de mai 1993, à 38 ans, mit fin à cette collaboration. Dana Vávrová devait aussi mourir prématurément d'un cancer le 5 février 2009, à 42 ans.